# Gulp (hudební skupina)
Gulp je velšská hudební skupina. Tvoří ji baskytarista Guto Pryce a jeho manželka, zpěvačka Lindsey Leven. Svůj první singl „Game Love“ kapela vydala v červnu roku 2012. Na této nahrávce dvojici doplnili Dafydd Ieuan (bicí) a Gareth Bonello (kytara, violoncello), přičemž o mixing se postaral Cian Ciarán, který (stejně jako Dafydd Ieuan) s Prycem působí i ve skupině Super Furry Animals. Následujícího roku skupina vydala druhý singl „Play“. V červenci 2014 skupině vyšla první dlouhohrající deska s názvem Season Sun. Vedle dua samotného se na nahrávce podílelo několik dalších hudebníků: Dafydd Ieuan, Cian Ciarán, Gareth Bonello, kytarista Gid Goundrey a bubeník Gwion Llewelyn. Album bylo kritikou přijato pozitivně a bylo také nominováno na cenu Welsh Music Prize. V září roku 2014 skupina vydala EP s názvem I Want to Dance. V roce 2015 se skupina spojila se skotským producentem vystupujícím pod jménem Miaoux Miaoux a nahráli coververzi písně „Tour de France“ od skupiny Kraftwerk. Druhé album kapely, které dostalo název All Good Wishes, vyšlo v srpnu roku 2018.

## Diskografie
studiová alba
- Season Sun (2014)
- All Good Wishes (2018)

EP
- I Want to Dance (2014)

singly
- „Game Love“ (2012)
- „Play“ (2013)
- „Search for Your Love“ (2017)